# سفارت فنلاند در واشینگتن
سفارت فنلاند در واشینگتن (به انگلیسی: Embassy of Finland) یک سفارت در ایالات متحده آمریکا است که در واشینگتن، دی.سی. واقع شده‌است.